# Mostiště (Hlohovice)
Mostiště je malá vesnice, část obce Hlohovice v okrese Rokycany v Plzeňském kraji. Nachází se asi dva kilometry jihozápadně od Hlohovic. V roce 2011 zde trvale žilo padesát obyvatel.
Mostiště leží v katastrálním území Mostiště u Hlohovic o rozloze 2,69 km².

## Název
V letech 1869–1910 nesla název Moštice, od roku 1921 se nazývá Mostiště.

## Historie
První písemná zmínka o vesnici pochází z roku 1363.
U vesnice se nachází malá černouhelná pánev, ve které postupně vzniklo několik dolů: Marie Pomocná, Svatý Jiří, Antonín, Jindřich a Zdeněk. Těžba začala roku 1820 a skončila v roce 1946, kdy Západočeské uhelné doly uzavřely důl Zdeněk. Důl Jindřich byl otevřen před rokem 1850 a těžba v něm po úplném vyuhlení skončila v roce 1919.

## Obyvatelstvo
| Rok            | 1869 | 1880 | 1890 | 1900 | 1910 | 1921 | 1930 | 1950 | 1961 | 1970 | 1980 | 1991 | 2001 | 2011 | 2021 |
| -------------- | ---- | ---- | ---- | ---- | ---- | ---- | ---- | ---- | ---- | ---- | ---- | ---- | ---- | ---- | ---- |
| Počet obyvatel | 214  | 195  | 179  | 191  | 172  | 180  | 182  | 108  | 94   | 89   | 64   | 39   | 34   | 50   | 44   |
| Počet domů     | 27   | 27   | 27   | 27   | 28   | 30   | 31   | 30   | 30   | 24   | 21   | 26   | 26   | 26   | 27   |

## Obecní správa
Při sčítání lidu v letech 1869–1950 Mostiště bylo samostatnou obcí, se kterým patřilo nejprve do okresu Plzeň, ale v letech 1900–1950 v okrese Rokycany. Od roku 1960 je částí obce Hlohovice v okrese Rokycany.

## Galerie

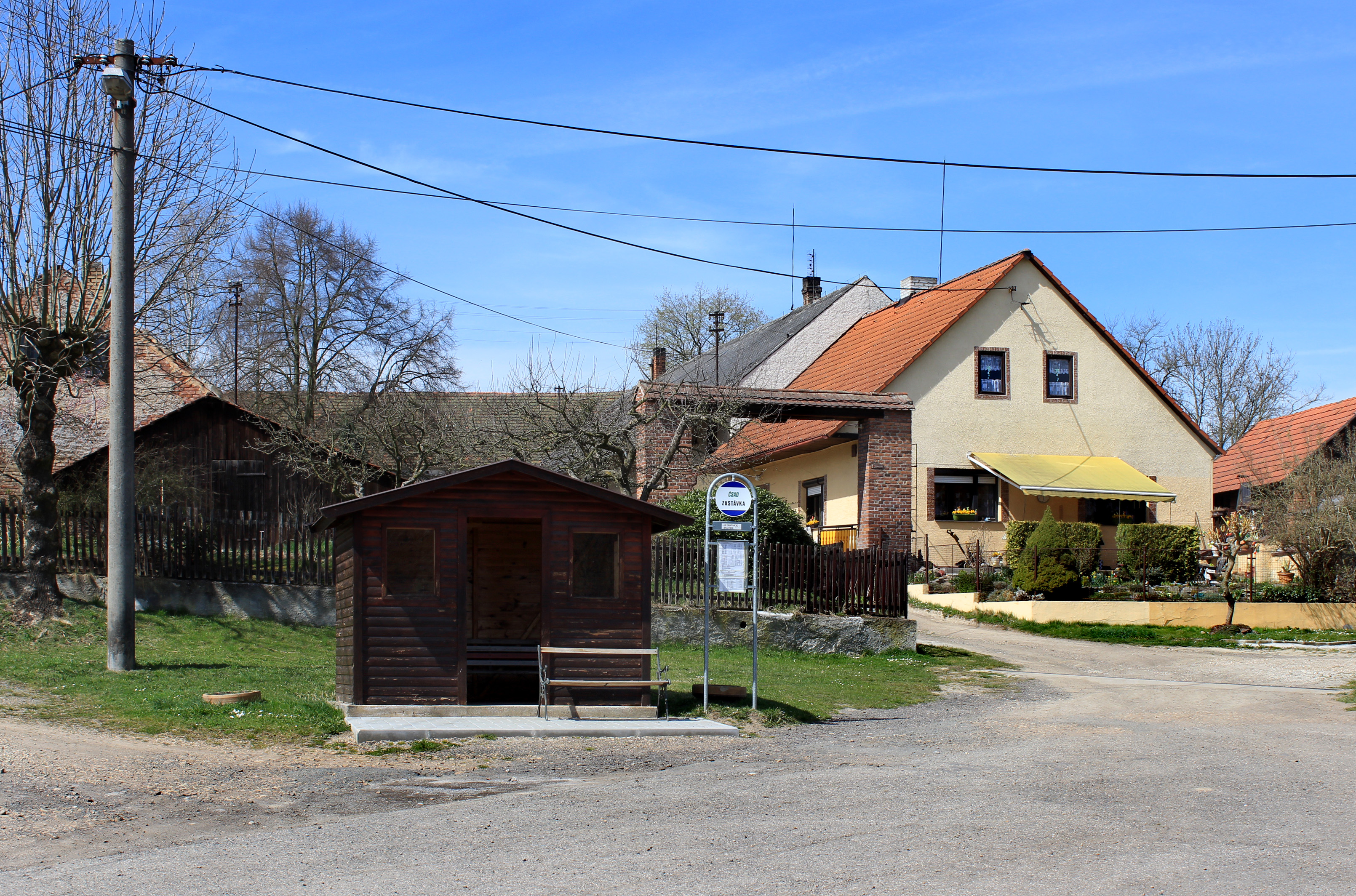
Zastávka na návsi
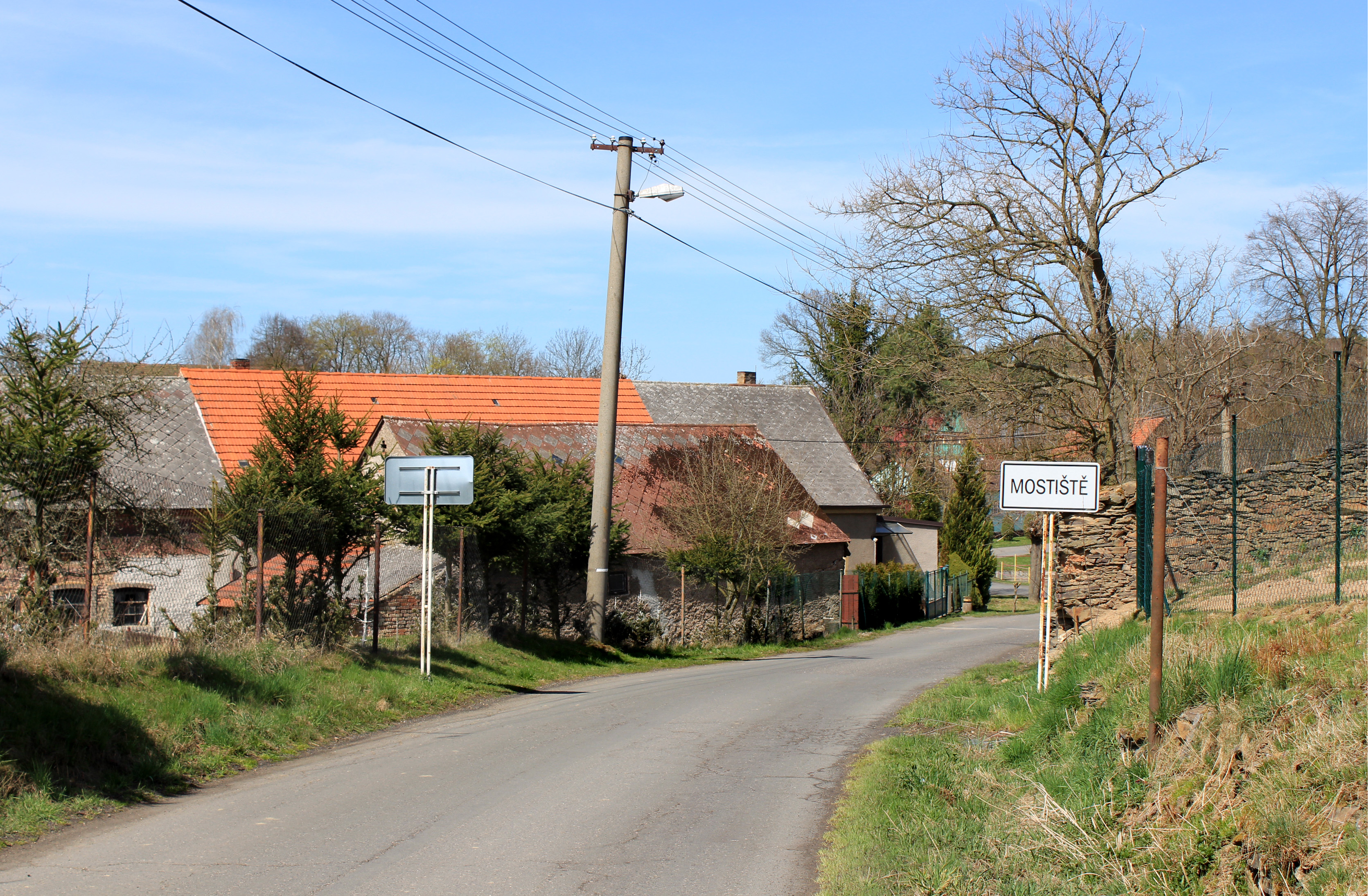
Příjezd k vesnici od jihu
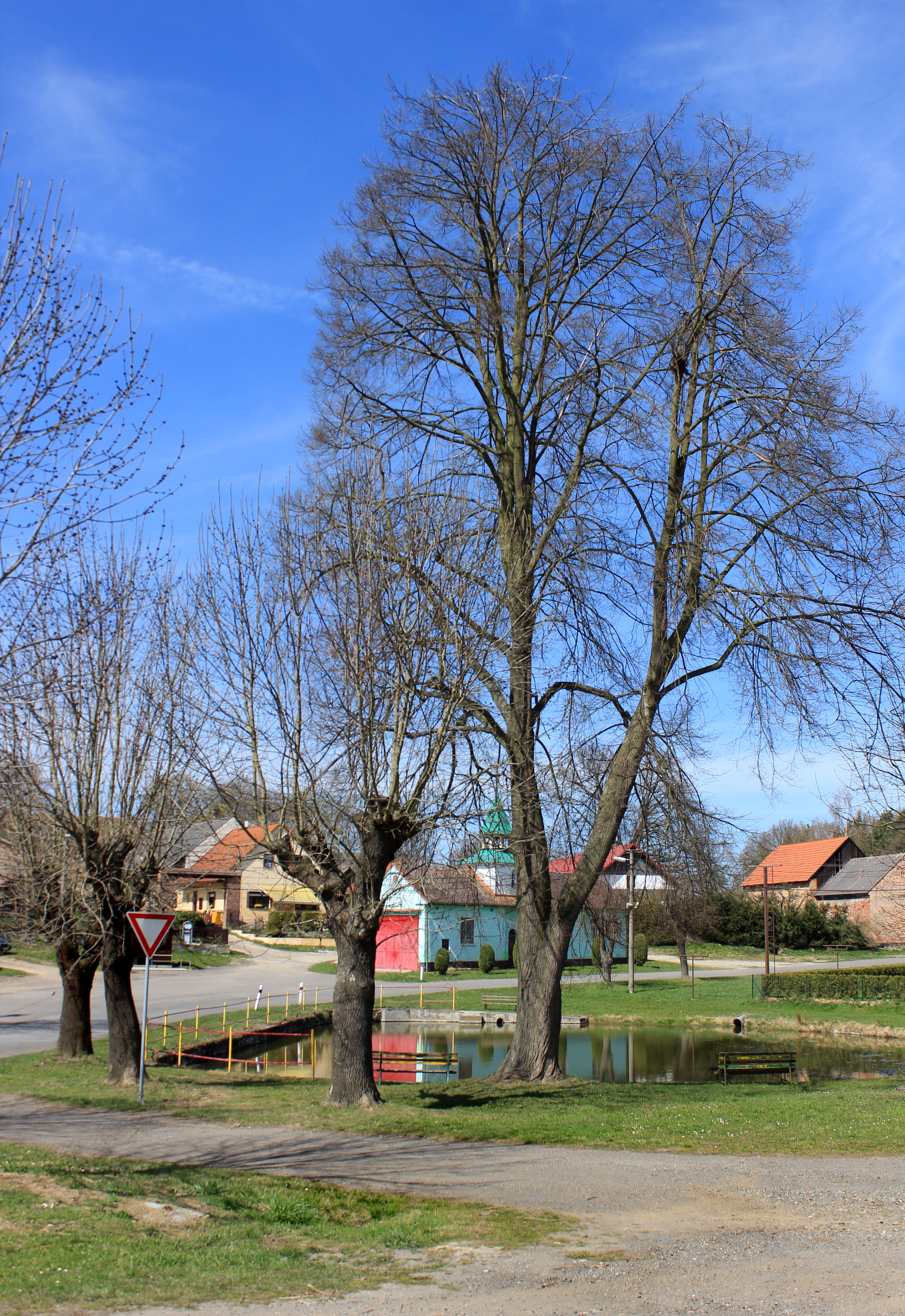
Náves